# Ogu-Bolo
Pour les articles homonymes, voir Ogu.
Ogu-Bolo est une zone de gouvernement local de l'État de Rivers au Nigeria,.

## Source
- (en) Cet article est partiellement ou en totalité issu de l’article de Wikipédia en anglais intitulé « Ogu–Bolo » (voir la liste des auteurs).